# 1976년 동계 올림픽 리히텐슈타인 선수단
1976년 동계 올림픽 리히텐슈타인 선수단은 오스트리아 인스브루크에서 개최된 1976년 동계 올림픽에 참가한 올림픽 리히텐슈타인 선수단이다. 리히텐슈타인은 이번 대회 알파인 스키에서 첫 번째 메달을 땄다.

### 동메달
- 한니 웬첼 — 알파인 스키, 여자 회전
- 윌리 프로멜트 — 알파인 스키, 남자 회전

## 참조
- 올림픽 공식 결과 보관됨 2012-02-04 - 웨이백 머신